# Derbi de la provincia de Alicante
El derbi o clásico de la provincia de Alicante es un partido de fútbol que disputan los dos principales equipos de esta provincia española: el Elche Club de Fútbol y Hércules Club de Fútbol. Estos dos equipos han mantenido desde siempre una rivalidad histórica que se remonta a sus inicios. Aunque la relación entre las directivas de ambos clubes se ha caracterizado por la cordialidad. No es así con los aficionados de ambos clubes, en que los más radicales suelen protagonizar trifulcas, motivo que acarrea que los partidos se declaren como de alto riesgo. El motivo de que ambas aficiones no reine la cordialidad y la hermandad, reside en la rivalidad que siempre ha existido entre las ciudades de Elche y Alicante, que siempre rivalizan por quedar una encima de la otra en la mayoría de aspectos, no solo en deporte propiamente dicho.
Se han enfrentado en 104 ocasiones, siendo el primer encuentro en Primera Regional, en el que el Elche C.F. vencía por 3-1 en el Campo de Don Jeremías un 22 de noviembre de 1925.

## Últimos partidos entre ambos
| Torneo                             | Local    | Visitante | Fecha      | Resultado |
| ---------------------------------- | -------- | --------- | ---------- | --------- |
| Segunda División de España 2005/06 | Elche    | Hércules  | 18/12/2005 | 1:1       |
| Segunda División de España 2005/06 | Hércules | Elche     | 20/05/2006 | 0:0       |
| Segunda División de España 2006/07 | Elche    | Hércules  | 20/01/2007 | 2:0       |
| Segunda División de España 2006/07 | Hércules | Elche     | 16/06/2007 | 0:2       |
| Segunda División de España 2007/08 | Hércules | Elche     | 13/01/2008 | 0:1       |
| Segunda División de España 2007/08 | Elche    | Hércules  | 07/06/2008 | 0:2       |
| Segunda División de España 2008/09 | Hércules | Elche     | 19/10/2008 | 0:0       |
| Segunda División de España 2008/09 | Elche    | Hércules  | 22/03/2009 | 2:2       |
| Segunda División de España 2009/10 | Hércules | Elche     | 03/10/2009 | 3:0       |
| Segunda División de España 2009/10 | Elche    | Hércules  | 07/03/2010 | 2:0       |
| Segunda División de España 2011/12 | Hércules | Elche     | 27/11/2011 | 1:2       |
| Segunda División de España 2011/12 | Elche    | Hércules  | 29/04/2012 | 0:3       |
| Segunda División de España 2012/13 | Hércules | Elche     | 26/08/2012 | 1:2       |
| Segunda División de España 2012/13 | Elche    | Hércules  | 26/01/2013 | 2:0       |